# Carole Martinez
Pour les articles homonymes, voir Martinez.
Œuvres principales
- Le Cœur cousu (2007)
- Du domaine des Murmures (2011)
- L'Œil du témoin (2011)
- La terre qui penche (2015)

Carole Martinez, née le 10 novembre 1966 à Créhange, est une romancière française. Elle obtient le prix Goncourt des lycéens 2011.

## Biographie

### Enfance et formation
Carole Martinez nait en 1966 à Créhange. Elle écrit ses premiers poèmes à 12 ans.
Sa grand-mère, Françoise, est une pied-noir d’origine espagnole qui exerce la fonction de concierge dans un immeuble du boulevard du Montparnasse. Carole Martinez s'inspirera des histoires de famille que celle-ci lui raconte pour écrire ses premiers contes,.

### Carrière
Carole Martinez est un temps tentée par le théâtre et monte sa troupe à l'âge de 20 ans. L'expérience dure deux ans. Elle réalise également une courte mission de sémiologue à laquelle elle mettra fin quand on lui demandera d'étudier les décorations des chambres d'enfants pour augmenter les ventes de céréales, une activité de journaliste d’entreprise, et l'écriture d’un polar pour la jeunesse, Le cri du livre, rédigé en trois semaines et publié en 1998 chez Pocket Jeunesse,. L'année suivante, elle réussit le Capes après l'avoir raté une première fois.
Elle devient professeur de français pendant plusieurs années à Sarcelles puis Issy-les-Moulineaux et se lance finalement dans l'écriture en 2005. Alors qu'elle est en congé parental, elle achève la rédaction de son premier roman qu'elle définit comme une œuvre « entre le conte et le roman ». Pour cela, elle s'inspire des histoires que sa grand-mère lui racontait autrefois, notamment à propos de son aïeule Frasquita, une sorcière couturière du XIXe siècle perdue au jeu par son mari,,. Elle imagine la vie de trois générations de femmes espagnoles.
Son premier roman, Le Cœur cousu, sorti discrètement en février 2007, reçoit par la suite un total de seize prix littéraires grâce au bouche-à-oreille de ses lecteurs,,,. Il obtient notamment le prix Renaudot des lycéens, le prix Ouest-France Etonnants voyageurs, le prix Ulysse, le prix Emmanuel Roblès et le prix du Prince de Monaco. Le livre devient un best-seller avec plus de 400 000 exemplaires vendus. Claire Dancoisne et Julie Canadas adaptent Le Cœur cousu au théâtre en 2015, puis Stéphanie Vicat en 2016,. 
À partir de 2009, elle fait partie du Jury du Prix du Jeune Écrivain.  
Son second roman, Du domaine des Murmures (2011), est nommé pour le prix Goncourt, le prix étant décerné à L'Art français de la guerre d'Alexis Jenni avec cinq voix, Carole Martinez en recueillant trois. Elle obtient finalement le prix Goncourt des lycéens 2011. Le livre raconte l'histoire d'Esclamonde, une jeune femme du XIIe siècle qui refuse son mariage et choisit de se faire emmurer vivante. Le roman est adapté au théâtre en 2015  par José Pliya avec Léopoldine Hummel et Valentine Krasnochok dans le rôle d'Esclamonde,.
En 2015 sort La Terre qui penche. Avec Du domaine des Murmures, ils forment une sorte de diptyque médiéval et traitent de réalisme magique,. Le livre raconte l'histoire de Blanche, au 14e siècle, au domaine des Murmures, dans la vallée de la Loue (comté de Bourgogne). À 11 ans, l'enfant aimerait lire et écrire, signer son nom, mais son père refuse.
En 2020 parait Les roses fauves. L'histoire se passe cette fois-ci à notre époque et en Bretagne,. Elle rappelle l’atmosphère de son premier roman Le Cœur Cousu. C'est l'une de ses lectrices qui, lors d’une séance de signature à la sortie de son premier roman, lui a expliqué que, selon la légende espagnole, les femmes sentant qu'elles vont mourir brodent un coussin en forme de cœur qu'elles bourrent de morceaux de papiers sur lesquels sont inscrits leurs secrets,. Le personnage principal, Lola, s'inspire de cette lectrice. Il s'agit d'une postière qui ne voit personne et préfère demeurer dans son jardin. Elle possède dans son armoire les cinq cœurs en tissu de ses aïeules espagnoles. Le roman est en lice pour le Prix Goncourt 2020.
Dors ton sommeil de brute, paru aux éditions Gallimard en 2024, fait partie des six romans en compétition pour le Prix du Roman d'Écologie 2025. Il fait également partie de la première liste du Goncourt et de la sélection pour le Prix du roman Fnac,. Il s'agit d'une fable écologique, se passant dans un futur proche et racontant l'histoire d'Eva et de sa fille de huit ans, Lucie. Une nuit, tous les enfants du monde font le même rêve puis se mettent à hurler pendant cent douze secondes. S'ensuivent ensuite des catastrophes telles les dix plaies d'Égypte. Le titre est tiré des Fleurs du mal de Baudelaire. « Carole Martinez renoue avec les splendeurs de ses débuts avec cette formidable dystopie où chaque crépuscule est une menace et chaque page, un shot de catharsis bien frappé » écrit Anne Crignon du Nouvel Obs.  Il s'agit de son cinquième roman. 
Parallèlement, elle publie parfois des nouvelles dans des journaux comme Madame Figaro. Elle vient également régulièrement à la rencontre de ses lecteurs et des plus jeunes,,,.  Elle écrit enfin des BD, notamment une tétralogie avec Maud Begon.

## Publications

### Jeunesse
- ((Martinez, C. P.)), ((Festival Étonnants voyageurs)), Laissez galoper votre imagination à travers l’Europe: recueil de nouvelles de jeunes de 11 à 18 ans, Association Etonnnats voyageurs, 2013

- Le Cri du livre, Paris, Pocket, coll. « Jeunesse », 1998, 175 p.  (ISBN 978-2266079945). Réédité avec le titre L’Œil du témoin, Paris, éditions Rageot, coll. « Heure noire », 2011, 192 p.  (ISBN 978-2700236156)

### Romans
- Le Cœur cousu, Paris, éditions Gallimard, coll. « Blanche », 2007, 430 p.  (ISBN 978-2070783052)

- Du domaine des Murmures[38], Paris, éditions Gallimard, coll. « Blanche », 2011, 208 p.  (ISBN 978-2070131495)

- La terre qui penche, Paris, éditions Gallimard, coll. « Blanche », 2015,  (ISBN 9782070149926)
- Les roses fauves, Paris, éditions Gallimard, coll. « Blanche », 2020,  (ISBN 9782072788918)
- Dors ton sommeil de brute, Paris, éditions Gallimard, 2024,  (ISBN 9782072929861)

### Bande Dessinée
- Bouche d'ombre, dessin et  couleurs de Maud Begon, Casterman

1. Lou 1985[41], 68 p., 2014 (DL 05/2014)  (ISBN 978-2-203-06664-9)
2. Lucie 1900, 88 p., avec 5 pages de supplément en fin d'album, 2015 (DL 04/2015)  (ISBN 978-2-203-09061-3)
3. Lucienne 1853[42], 95 p., avec un vernis sélectif sur la couverture, 2017 (DL 02/2017)  (ISBN 978-2-203-09748-3)
4. Louise 1516, 112 p., 2019 (DL 08/2019)  (ISBN 978-2-203-12431-8)[43]

### Théâtre
((Frèche, É.)), ((Huige, F.)), ((Le Callet, B.)), ((Martinez, C.)), ((Olmi, V.)), ((Périneau, F.)), ((Tuil, K.)), ((Vigan, D. de)), ((Zeniter, A.)), ((Ovaldé, V. P.)), La  vie: modes d’emploi, “L’Avant-scène théâtre”, DL 2013, dl  , cop. 2013 2013 (ISBN 978-2-7498-1266-3)
- Les Intrépides, Frontière(s): sept pièces courtes, (sept pièces écrites par Céline Champinot, Odile Cornuz, Carole Martinez, Marie Nimier, Karoline Rose SUN, Aïko Solovkine, Alice Zeniter), Avant-scène théâtre, 2021  (ISBN 978-2-7498-1512-1)[44]

### Nouvelles
((Powers, R.)), ((Latour, B.)), ((Desesquelles, I.)), ((Autréaux, P.)), ((Absire, A.)), ((Châteaureynaud, G.-O.)), ((Martin, F.)), ((Campredon, J.)), ((Martinez, C.)), ((Lemaure, R.)), ((Thirion, J.)), ((Urien, E.)), ((Pagano, E.)), Des nouvelles du monde, Loubatières, impr 2014 (ISBN 978-2-86266-697-6)
((Cusset, C.)), ((De Luca, E.)), ((Del Amo, J.-B.)), ((Delzongle, S.)), ((Lang, L.)), ((Martinez, C.)), ((Rash, R.)), ((Rufin, J.-C.)), ((Sabolo, M.)), ((Autissier, I. P.)), À nous la Terre !: les écrivains s’engagent pour demain, Gallimard, 2021 (ISBN 978-2-07-295348-4)